# Quintus Etuvius Capreolus
Quintus Etuvius Capreolus (vollständige Namensform Quintus Etuvius Sexti filius Voltinia Capreolus) war ein im 1. Jahrhundert n. Chr. lebender Angehöriger der römischen Armee, der in den Ritterstand (Eques) aufstieg. Durch eine Inschrift, die in Aquileia gefunden wurde, ist seine militärische Laufbahn bekannt.
Capreolus trat als einfacher Soldat in die Legio IIII Scythica ein. Er diente zunächst vier Jahre als Fußsoldat, bevor er zum Reiter in der Legion befördert wurde. Als Reiter diente er zehn Jahre, bevor er zum Centurio befördert wurde. Als Centurio diente er noch weitere 21 Jahre in der Legion. Danach stieg er in den Ritterstand auf und wurde zum Kommandeur (Praefectus) der Cohors II Thracum ernannt, die in Germania stationiert war. In dieser Funktion war er weitere fünf Jahre tätig.
Capreolus stammte aus Vienna in der Provinz Gallia Narbonensis und war in der Tribus Voltinia eingeschrieben. Er starb im Alter von 60 Jahren (vixit annos LX). Der Grabstein wurde von seinen Freigelassenen errichtet, die er als seine Erben eingesetzt hatte.
Die Inschrift wird bei der Epigraphik-Datenbank Clauss-Slaby auf 70/80 datiert. John Spaul gibt 69 bis 74 als möglichen Zeitraum für die Leitung der Kohorte an.